# Ville di Fiemme
Ville di Fiemme est une commune italienne d'environ 2 600 habitants située dans la province autonome de Trente, dans la région du Trentin-Haut-Adige, dans le Nord-Est de l'Italie. Créée le 1er janvier 2020, elle est formée de la fusion de Carano, Daiano et Varena.
Les communes limitrophes sont  Aldino, Anterivo, Castello-Molina di Fiemme, Cavalese, Nova Ponente, Tesero et Trodena nel parco naturale.